# Seiyu
Een Japanse stemacteur (声優, seiyū) werkt op het gebied van radio, televisie en films. Seiyū spreken de stemmen in voor niet-Japanse films, alsmede Japanse werken zoals anime en videospellen. De Japanse term seiyū wordt buiten Japan vooral gebruikt om te refereren aan de originele Japanse stemacteur van een personage uit een anime die ook in andere talen is nagesynchroniseerd.

## Achtergrond
Het beroep van stemacteur bestaat al in Japan sinds de opkomst van de radio, maar de term seiyū werd pas populair in de jaren 70 van de 20e eeuw. Vooral de anime Space Battleship Yamato, buiten Japan ook bekend als Star Blazers, heeft bijgedragen aan de opkomst van de term. De term seiyū is een samentrekking van de eerste en laatste kanji van het Japanse woord voor "stemacteur": 声の俳優 (koe no haiyū).
Japan produceert momenteel 60% van alle animatieseries ter wereld. Daar de animatie-industrie in Japan zo belangrijk is, kunnen seiyū nationaal bekend worden en van het voice-overwerk hun vaste baan en carrière maken. Japan heeft zelfs instellingen en scholen voor seiyū.